# Mónica Inés Munizaga Yávar
Mónica Munizaga Yávar (Santiago, 4 de abril de 1979) es una escritora, poeta, docente, mediadora de lectura, profesora, bordadora y cuenta cuentos, chilena.

## Biografía
En su rol de escritora, ha sido becaria de la Fundación Neruda (2003) y ha recibido la Beca de creación literaria del Consejo de la Cultura y las Artes (2009). También ha recibido el premio de
Vinculación con el medio (UACh, 2015) por su labor como mediadora de lectura y gestora cultural
y se ha adjudicado el concurso CONARTE, de la Municipalidad de Valdivia, en tres oportunidades (2018, 2020 y 2025).
Como profesora, ha trabajado en aula escolar y universitaria, además de haber sido la coordinadora académica del Diplomado en Fomento lector y Literatura para niños y jóvenes, de la (UACh).
Desde su rol de mediadora de lectura, ha realizado diversos talleres, charlas y proyectos en Chile y el extranjero, entre los que se destacan los “Encuentros de Mediadores de lectura de la Región de Los Ríos”, su participación en Congresos de IBBY, el proyecto “Bordados que trinan: producto multisensorial textil para escuchar y leer con las manos”, entre otros. Este último, lo vincula a su oficio de bordadora, siendo pionera en el bordado en Braille (trabajo que se desprende, también de su investigación sobre experiencias de lectura multisensoriales).

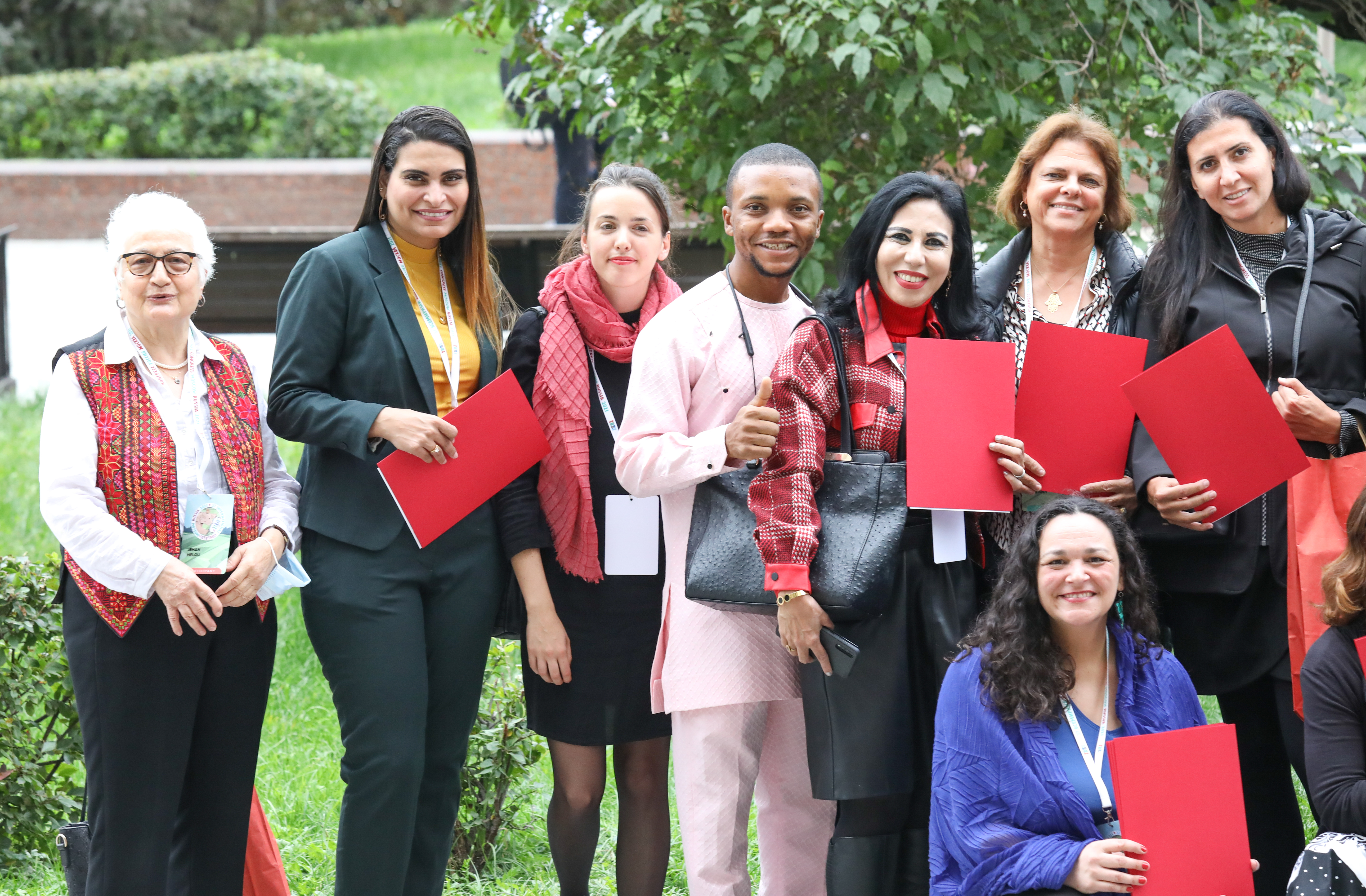
Biblioteca Infantil Estatal de Rusia celebró la ceremonia de entrega de diplomas de la Lista de Honor del IBBY, 2021.

## Obra
Como escritora ha publicado cuentos, ensayos, artículos y libros de poesía.
Entre sus libros de poesía: 
- Mosaico (Editorial Fértil Provincia, 2009).
- Cambio y Fuera (Editorial Fértil Provincia, 2013).
- Mariposas (Editorial Fértil Provincia, 2017, 2° edición 2019).
- Vuelo blanco (Editorial Fértil Provincia, 2018).
- La geografía de las sangres (Autoedición, 2020).
- La frágil transparencia de las cosas (Poema acordeón autoeditado, 2021).
- Inés (Poema acordeón autoeditado, 2023).

A su producción escritural se suman un set de poemas postales titulados “Vestidos al viento” ilustrados por Rosana Faría y un libro de ensayo titulado Las voces del trance: estudio crítico sobre la obra poética de Adriana Paredes Pinda (Editorial Ser indígena, 2011).
Ha sido antologada en algunos libros como: 
- 50 golpes (Ediciones UACh, 2023).[1]
- Recetario del alma: botica de la madre naturaleza (Arpilleristas de Angachilla, 2023).
- Recuerdos que viven Epew Lof Wiro. (Comunidad indígena Antillanca de Huiro, 2023).
- Poesía para jugar (Trafún ediciones, 2020).[2]

También es autora de los cuentos de la Compañía Pajarísticas: “Zarapitos viajeros”, “Un cuento
transparente”, “La flor del colibrí”, “La Golonniña”, “Fiesta en el reino fungi”, “Entre cielo y agua:
un cuento de humedales” y “Noche de plumas el bosque” y cuentos para el colectivo Madeja cuentera: “El viaje de la mariposa”, “Amaru, el cazador de estrellas”, “Ariki el rey tortuga”, “Unida
a un nido ando”, “A gallinero revuelto”, “Manque y el corazón del bosque”, “El guardián del arcoíris”, “Ahí viene la golondrina”, “Juguemos en el bosque mientras el búho no está”, “Hay un
río que sabe tu nombre”.
En ambas instancias, ha realizado diversas presentaciones de cuenta cuentos, combinando su trabajo de escritura con formatos variados que incluyen bordados y un trabajo sistemático de experiencias de lectura multisensoriales, el cual es uno de sus temas de investigación, conjugando -de esta manera- su trabajo artístico con su labor académica.